# Mark Wayne Chase
Mark Wayne Chase (1951) é um botânico britânico.